# Wake Up on Mars
Wake Up on Mars (Originaltitel Réveil sur Mars) ist ein Dokumentarfilm von Dea Gjinovci, der Teilnehmern des Tribeca Film Festivals ab 15. April 2020 online erstmals zur Verfügung gestellt wurde. Im Film wird die Geschichte einer Roma-Flüchtlingsfamilie gezeigt, deren Töchter unter dem Resignationssyndrom leiden, einem „Dornröschenschlaf“-ähnlichen Zustand.

## Handlung

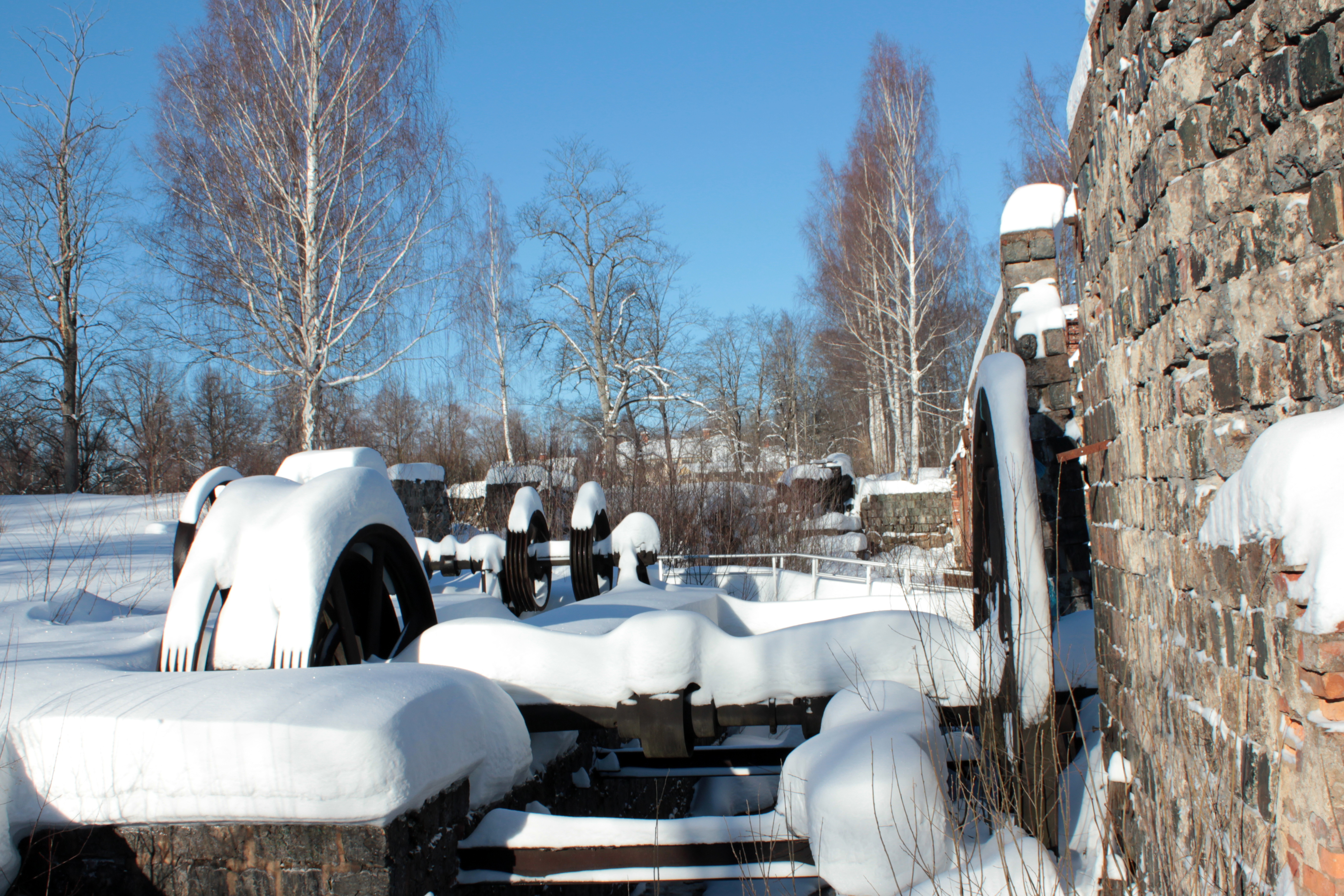
Nicht nur die Stadt Horndal, in der die Familie Demiri auf die Entscheidung über ihren Asylantrag wartet, befindet sich „Dornröschenschlaf“

Es ist Winter in der kleinen Stadt Horndal in Mittelschweden, rund 200 Kilometer nordöstlich von Stockholm. In der Wohnung der Familie Demiri, aus dem Kosovo stammende Flüchtlinge, die als Roma in Schweden auf die Entscheidung ihres Antrags auf Asyl warten, herrscht eine Atmosphäre wie im Märchen „Dornröschen“. Die ältesten Töchter, die 17-jährige Ibadeta und die 16-jährige Djeneta verbringen den Tag auf ihren Betten liegend oder im Rollstuhl sitzend und sind nun bereits seit mehreren Jahren in einem apathischen Zustand, den die Ärzte mit dem Winterschlaf vergleichen, da ihre Herzen nur sehr langsam schlagen. Die beiden Mädchen sind aber nicht die einzigen in Schweden, die Opfer des „Resignationssyndroms“ wurden, von dem die Kinder von Asylsuchenden betroffen sind, häufig dann, wenn ihnen eine Abschiebung droht. 
Der Alltag des Restes der Familie, von Vater Muharrem, Mutter Nurje und der beiden jüngeren Brüdern Resul und Furkan, wird von der Sorge um die beiden Mädchen bestimmt. Zu ihren Aufgaben gehört auch die Sondenernährung der Mädchen. Sie haben, nachdem ihr Antrag zweimal abgelehnt wurde, dennoch nicht die Hoffnung aufgegeben, in Schweden bleiben zu können, am besten als richtige Familie, sollten Ibadeta und Djeneta wieder erwachen.
Der 11-jährige Furkan hat aufgrund des Zustandes seiner Schwestern ein Trauma erlitten, fühlt sich für diesen verantwortlich und flüchtet sich in seinen Gedanken auf den Mars. Als im Frühjahr in Schweden das Tauwetter beginnt, ist Furkan damit beschäftigt, Teile von Schrottplatzautos für ein ehrgeiziges Raumschiffbauprojekt zu sammeln.

## Das Resignationssyndrom
Der disassoziative Zustand, in dem sich Ibadeta und ihre Schwester Djeneta befinden, wurde als „Resignationssyndrom“ bekannt, da er häufig bei Kindern von Flüchtlingen zu beobachten war, die mit Hoffnungslosigkeit oder der Gefahr einer Rückkehr in ihr früheres Leben konfrontiert waren und sich vollständig in eine Katatonie zurückzogen/fielen. Die Begrifflichkeit etablierte sich ab 2009 in Schweden, wo jedes Jahr fast 100 Asyl suchende Kinder in einen apathischen Zustand fallen, wenn ihnen droht, in ihr Heimatland zurückzumüssen. Überwiegend stammten diese Kinder aus ehemaligen jugoslawischen und sowjetischen Staaten.
Die im Film gezeigte Roma-Familie Demiri kam 2007 aus dem Kosovo nach Schweden, um vor der Verfolgung als Muslime zu fliehen. Nachdem sie 2010 abgeschoben wurden, kehrten sie 2014 zurück, wo ihre Aufenthaltsanträge noch zweimal abgelehnt wurden. Im April 2018 erhielt die Familie schließlich für 13 Monate einen vorübergehenden Aufenthalt in Schweden. Dies gab der Familie Hoffnung, dass sich ihre Mädchen sicher genug fühlen könnten, um aus ihrem Zustand zu erwachsen.

## Produktion
Die schweizerisch-albanische Filmemacherin Dea Gjinovci führte Regie und schrieb auch gemeinsam mit Lucas Minisini das Drehbuch. Gjinovci verwendet Audioeinspielungen aus den Nachrichten, um von der jüngsten Geschichte des Syndroms zu erzählen. Aus Furkans Interesse an Planeten gesponnen, kreierte Gjinovci eine völlig fiktive, sekundäre Handlung, in der der Junge weggeworfene Autoteile sammelt, um eine Rakete zu bauen, die ihn zum Mars bringen soll.
Wake Up on Mars wurde von Britta Rindelaub und Jasmin Basic von der Schweizer Alva Film und von Sophie Faudel für die Pariser Mélisande Films in Zusammenarbeit mit Dea Gjinovci von Amok Films und der US-amerikanischen Produzentin Heidi Fleisher produziert.
Die Filmmusik schuf Gaël Kyriakidis gemeinsam mit Fabio Poujouly und Jeremy Calame, bekannt als das Künstlerduo Pavillon.
Der Film sollte Mitte April 2020 im Rahmen des Documentary Competition beim Tribeca Film Festival seine Weltpremiere feiern. Einen Monat vor Beginn des Festivals wurde dieses aufgrund der Coronavirus-Pandemie abgesagt und auf einen bislang unbekannten Zeitpunkt verschoben. Dennoch wurde der Film von 15. bis 26. April 2020, dem ursprünglichen Zeitfenster des Festivals, online zur Verfügung gestellt. Im Oktober 2020 wurde er bei CinÉast – The Central and Eastern European Film Festival gezeigt.

## Rezeption

### Kritiken
Sheri Linden von The Hollywood Reporter bemerkt in ihrer Kritik, es sei passend, dass Wake Up on Mars im Winter beginnt, da so die vereiste schwedische Landschaft eine passende Kulisse für diese reale Geschichte biete, die sich in einem Schwebezustand befindet. Regisseurin Dea Gjinovci interessiert sich weniger für die Geschichte oder die Epidemiologie der mysteriösen Krankheit als für deren Auswirkungen auf den Alltag der Familie der Mädchen.
Auch Fabien Lemercier vom europäischen Online-Filmmagazin Cineuropa denkt, es gehöre zu den großen Qualitäten des Films, dass er nie versucht, die medizinische Seite zu hinterfragen oder sich zu sehr mit dem Einwanderungsfall zu beschäftigen. Gjinovci nutze eine geeignete Portion wunderschöner Aufnahmen der schwedischen Landschaft und Fukans Energie, um ihrem Film eine Atempause außerhalb der verlangsamten Innenräume der Demiris zu gewähren.

### Auszeichnungen
Calgary International Film Festival 2021
- Nominierung in der Sektion Generation Next[14]

Internationales Filmfestival Visions du Réel 2020
- Nominierung im nationalen Wettbewerb[15]

Solothurner Filmtage 2021
- Nominierung für den Prix de Soleure[16]

Tribeca Film Festival 2020
- Nominierung im Documentary Competition (Dea Gjinovci)